# Kömürcüler, Döşemealtı
Kömürcüler là một xã thuộc huyện Döşemealtı, tỉnh Antalya, Thổ Nhĩ Kỳ. Dân số thời điểm năm 2011 là 1.434 người.